# اسکل سفلی
اَسکُول سفلی (به کُردی: ئه‌سکۆڵی خواروو)، روستایی از توابع بخش مرکزی شهرستان مریوان در استان کردستان ایران است.

## جمعیت
این روستا در دهستان زریوار قرار دارد و براساس سرشماری مرکز آمار ایران در سال ۱۳۸۵، جمعیت آن ۶۱۶ نفر (۱۳۴خانوار) بوده‌است.